# Dallas Desire
Le Dallas Desire sono state una squadra della Lingerie Football League (ora Legends Football League). Dopo il campionato 2010-11 le attività della squadra sono state sospese (non ha preso parte al torneo 2011-12 e non è nell'elenco delle squadre per il 2013).
La squadra giocava le partite in casa al QuikTrip Park di Grand Prairie, Texas.

## Colori
Nei campionati del 2005 e 2006 i colori della divisa da gioco erano giallo e rosso. Dal 2009-10 (nuovo campionato a dieci squadre) le Desire indossano slip e reggiseno blu con bordi azzurri.

## Campionati disputati
Dallas è una delle due squadre aggiunta alle due che avevano disputato il primo Lingerie Bowl nel 2004 per arrivare ad un campionato a quattro squadre nel 2005.

### 2005
Squadra: 2 Rashida Roy, 5 Michelle Aparicio, 3 Linda Overheu, 7 Chay Santini
Risultati: Le Desire hanno perso la semifinale con le Los Angeles Temptation.
Nota: Prima del ridimensionamento del campionato che ha ridotto le squadre a quattro giocatrici, per le Temptation erano state annunciate queste giocatrici: Linda Overhue, Charlotte Lusk, Chay Santini, Jasmine Dustin, Jennifer Freeman, Jessica London, Amber Strauser, Michelle Aparacio, Rashida Roy, Sonia Michaud, Lena Yada, Tammy Filor.

### 2006
Squadra: Willa Ford, Anika Knudsen, Elle Ysais, Helen Su, Rosina Gavilanes, Jasmine Fiore, Jasmine Dustin, Cynthia Lea, Jessica Hall, Kelli Peters, Michelle Aparicio, Anna Lexington.
Risultati: Le Desire hanno perso la semifinale con le Los Angeles Temptation.
Nota: La formazione presentata inizialmente comprendeva anche Laura Hayden e Linda Overhue che sono state sostituite con Fiore

### 2009-2010
Squadra: 1 Kristin Reed, 2 Erin Marie Garrett, 3 Amber Ryan, 4 Corrie Elizabeth, 5 Kayla Nicole, 6 Toni Kelley, 7 Annie Haner, 8 Gabrielle Marie, 9 Pacis Gonzales, 10 Jacqulyn Knee, 11 Jessy Jamez, 12 Linda Brenner, 13 Liz Darden, 14 Shannon A'se, 15 Renee Steele, 16 Crystal London, 17 Candis Mosley, 18 Amiya Renee Watson, 19 Kim Poulton, 20 Diamond Poole.
Risultati: 25.09.2009: Dallas - Denver Dream 20-6; 16.10.2009: San Diego Seduction - Dallas 6-40; 23.10.2009: Dallas - Los Angeles Temptation 24-12; 01.01.2010: Seattle Mist - Dallas 28-12.
Riepilogo regular season: 3 vinte, 1 persa. Punti fatti / subiti: 96 / 52. Touchdowns: 15. Secondo posto nella Western Conference per differenza punti: accede alla semifinale.
Semifinale: Los Angeles Temptation - Dallas 20-14.

## Giocatrici di rilievo
- Linda Brenner (Sierra Vista, Arizona, 13 novembre 1979, quarterback). Nella partita contro San Diego del 16 ottobre 2009 ha lanciato quattro passaggi da touchdown stabilendo il record della LFL. È stata nominata dalla LFL miglior quarterback della Eastern Conference per il campionato 2009-2010.
- Gabrielle Marie (Waterloo, Iowa, 27 gennaio 1984). È stata eletta miglior giocatrice del campionato 2009-2010.
- Candis Mosley (Fort Worth, Texas, 4 gennaio 1986, wide receiver). Quattro touchdown nelle prime tre partite.